# Apatura clytiella
Apatura clytiella är en fjärilsart som beskrevs av Cabeau 1910. Apatura clytiella ingår i släktet Apatura och familjen praktfjärilar. Inga underarter finns listade i Catalogue of Life.